# Helfaut
Helfaut (niederländisch Helveld) ist eine französische Gemeinde mit 1.728 Einwohnern (Stand: 1. Januar 2022) im Département Pas-de-Calais in der Region Nord-Pas-de-Calais. Sie gehört zum Arrondissement Saint-Omer und zum Kanton Longuenesse. Die Einwohner werden Helfalois genannt.

## Geographie
Die Gemeinde Helfaut liegt an der oberen Aa, fünf Kilometer südlich von Saint-Omer im Regionalen Naturpark Caps et Marais d’Opale. Nachbargemeinden von Helfaut sind Wizernes im Nordwesten und Norden, Blendecques im Nordosten, Heuringhem im Osten, Ecques im Südosten, Inghem im Süden, Pihem im Südwesten und Westen sowie Hallines im Westen und Nordwesten.

## Bevölkerungsentwicklung
| Jahr                       | 1962 | 1968 | 1975 | 1982 | 1990 | 1999 | 2006 | 2012 | 2022 |
| -------------------------- | ---- | ---- | ---- | ---- | ---- | ---- | ---- | ---- | ---- |
| Einwohner                  | 1000 | 1139 | 1248 | 1426 | 1671 | 1693 | 1744 | 1596 | 1728 |
| Quellen: Cassini und INSEE |      |      |      |      |      |      |      |      |      |

## Sehenswürdigkeiten
- Kirche Saints-Fuscian-et-Victoric aus dem 16./17. Jahrhundert, Teile aus dem 12. Jahrhundert überliefert
- Kirche Saint-Denis in der Ortschaft Bilques aus dem 17./18. Jahrhundert
- Kapelle Notre-Dame-de-Lourdes in Bilques
- zwei Wassertürme
- Rathaus mit Schule
- Altes Sanatorium
- Kuppel von Helfaut-Wizernes, unter dem Decknamen Schotterwerk Nordwest 1943/1944 betriebener Bunker für V2-Raketen
- Britischer Militärfriedhof

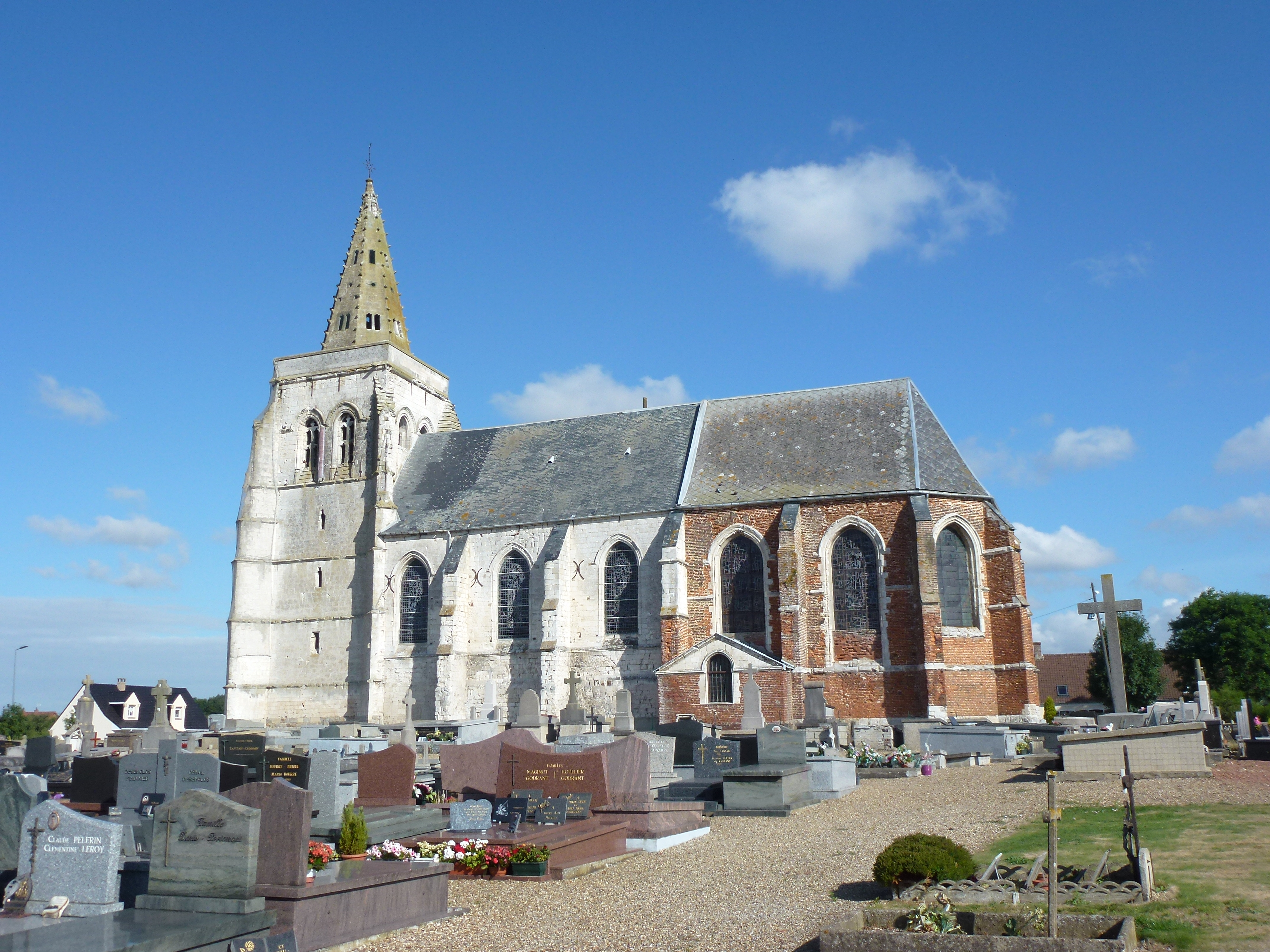
Kirche Saints-Fuscian-et-Victoric
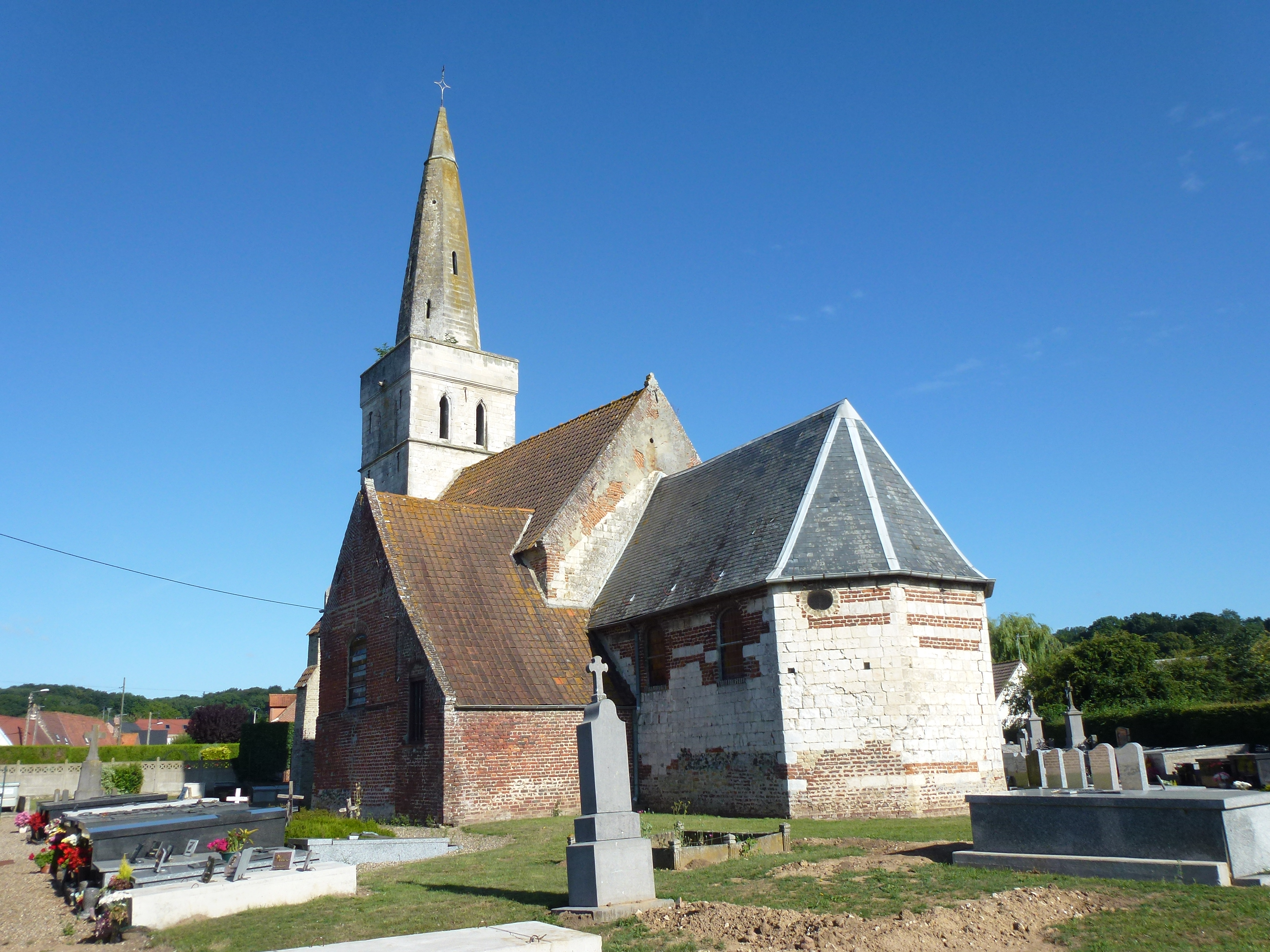
Kirche Saint-Denis im Ortsteil Bilques
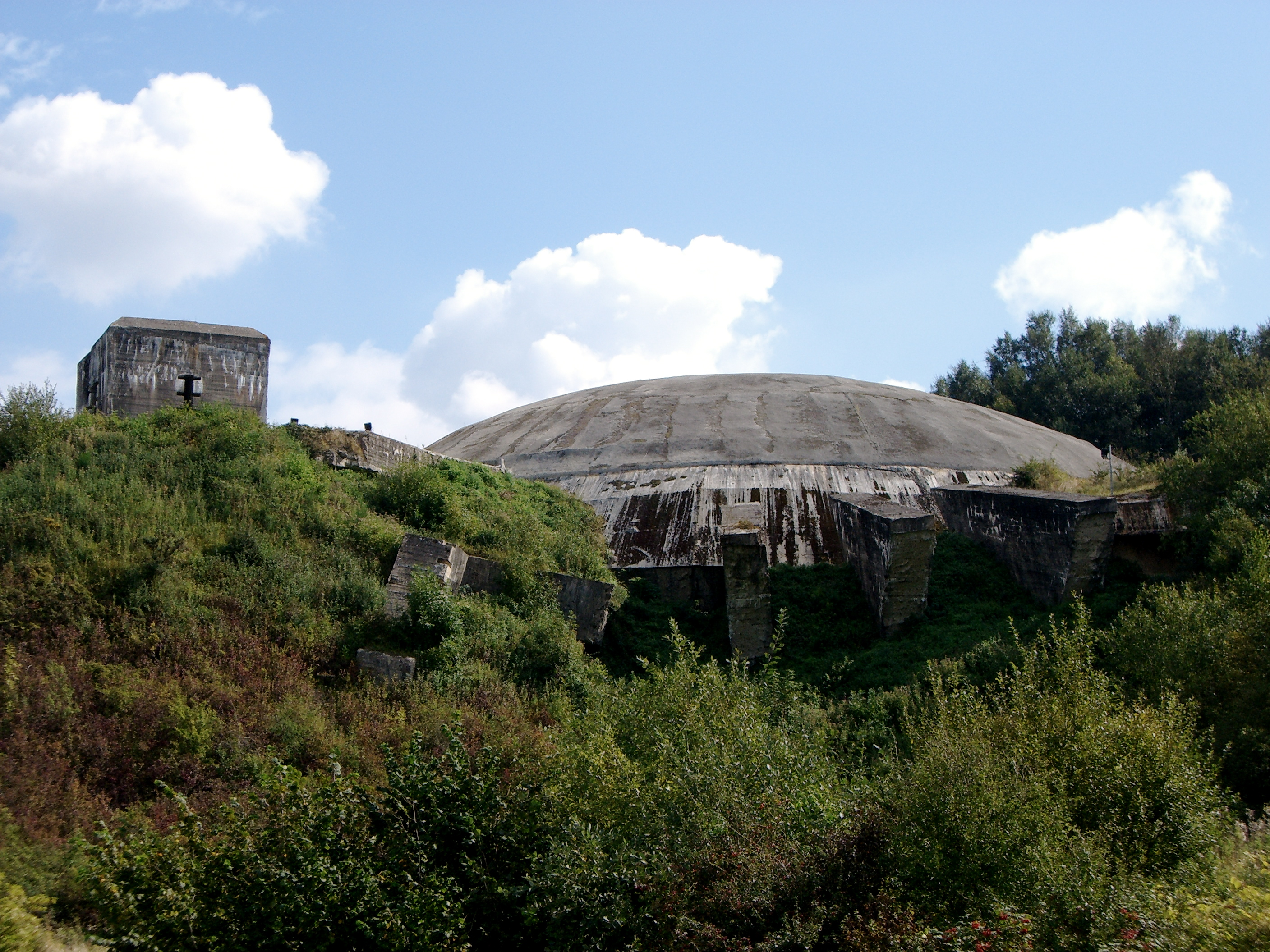
Kuppel von Helfaut-Wizernes
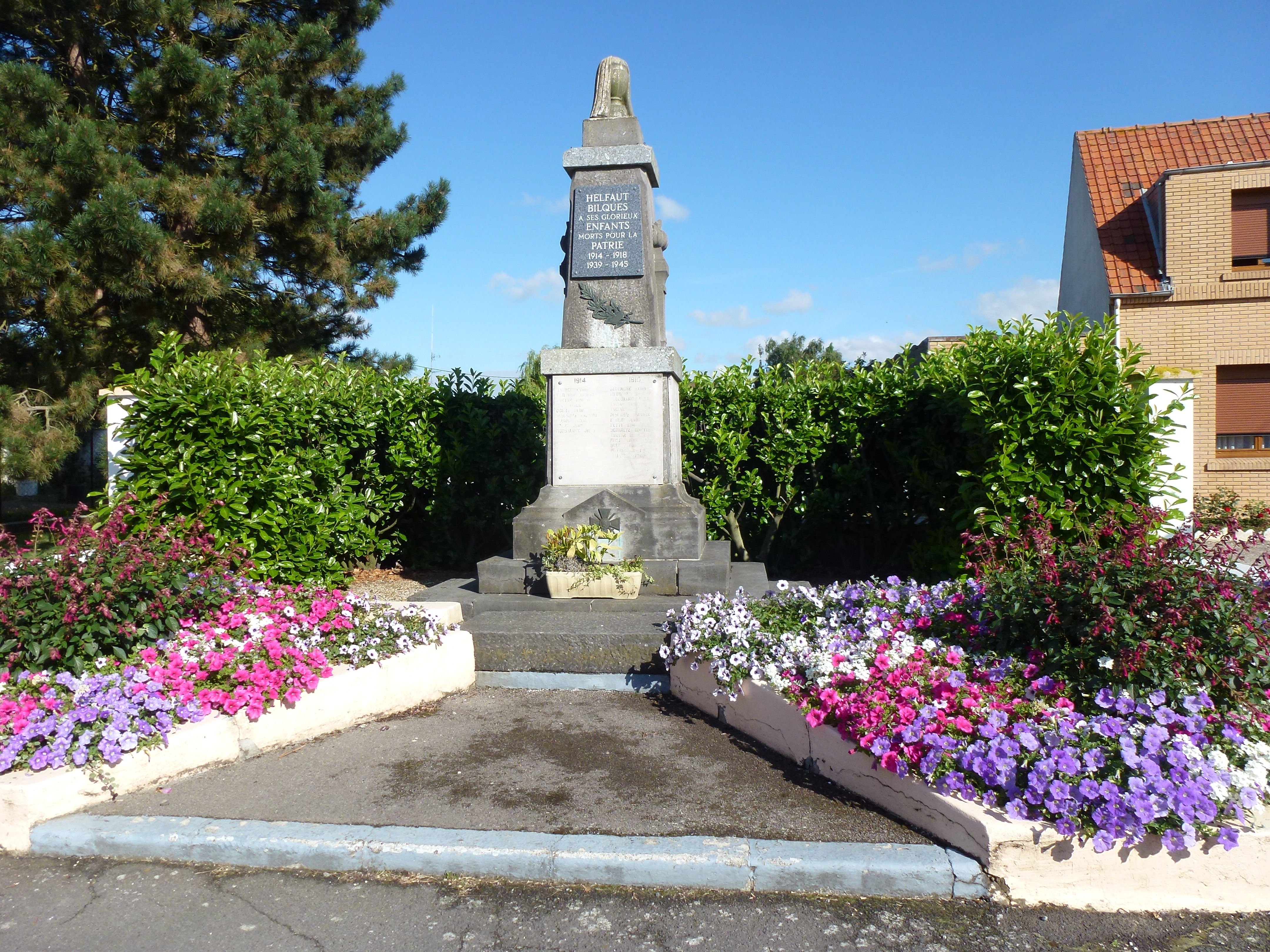
Gefallenendenkmal im Ortsteil Bilques